# American Medical Association

AMA-Logo

Die American Medical Association (AMA) ist die größte Standesvertretung der Ärzte und Medizinstudenten in den Vereinigten Staaten mit Sitz in Chicago. Die Organisation wurde 1847 gegründet und 1897 eingetragen. Es gibt etwa 244.000 Mitglieder.
Der Verband publiziert die Zeitschrift Journal of the American Medical Association (JAMA). Des Weiteren gibt AMA neun medizinische Fachzeitschriften und eine wöchentliche Zeitung für Ärzte heraus, die American Medical News. Die Herausgeber des JAMA haben außerdem das AMA Manual of Style für Autoren wissenschaftlicher Texte verfasst, welches u. a. weit verbreitete Zitierrichtlinien enthält.
Sie vergibt den AMA Scientific Achievement Award.
Über das Specialty Society Relative Value Scale Update Committee (RUC), in dem je ein Vertreter aller unter dem Dach der AMA angesiedelten Fachgesellschaften sitzt, wirkt die AMA an der Festlegung der Vergütung ärztlicher Leistungen in den Vereinigten Staaten mit. Formal bestimmt das RUC nur die relative Wertung einzelner medizinischer Leistungen innerhalb von Medicare und Medicaid, in der Praxis werden die Daten auch von privaten Krankenversicherungen weitgehend übernommen.
Präsident (Stand 2024) ist Jesse M. Ehrenfeld.